# La Unión (Valle del Cauca)
La Unión es un municipio del departamento del Valle del Cauca en Colombia, localizado en la región norte del departamento a 163 km de la ciudad de Cali y a 396 km de la ciudad de Bogotá. La ciudad se encuentra ubicada en la ribera occidental del Río Cauca, entre la Cordillera Occidental y la Cordillera Central. Catalogada como "La Capital Vitivinícola de Colombia" esta ciudad a diferencia de la mayoría de las demás ciudades del Valle, cuenta con una agricultura altamente diversa, pues se cultiva en gran cantidad toda clase de frutas tropicales como la uva, la papaya, la maracuyá, el melón, la mora, el lulo, el cacao, el café, la guayaba, entre otros. Su diversidad agrícola le permitió su rápido desarrollo urbano teniendo una capacidad diferente a las otras localidades vallecaucanas pues su eje hortofrutícola no se centra en la caña de azúcar, cultivada en un 80% en todo el departamento.

## Límites
- Al norte con el municipio de Toro
- Al sur con el municipio de Roldanillo
- Al oriente con el río Cauca y los municipios de La Victoria y Obando
- Al Occidente con los municipios de El Dovio y Versalles.

Los principales corregimientos de La Unión son: Quebradagrande, Córcega, El Lindero, La Aguada, La Despensa, San Luis , la campesina, Pájaro de oro.

## Toponimia
El otro nombre como fue conocida La Unión en el pasado fue Hato de Lemos, ya que en los terrenos donde se levantó el municipio eran de propiedad del hacendado Señor Pedro de Lemos. Por Ley Número 20 de 1857, sobre división territorial, se anotaron para el Distrito de Toro, varias aldeas, entre ellas La Unión, Valle.
El Acta de fundación de La Unión, Valle data del 20 de abril de 1796.
Entre los fundadores se encuentran: Salvador Palomino.

## Generalidades

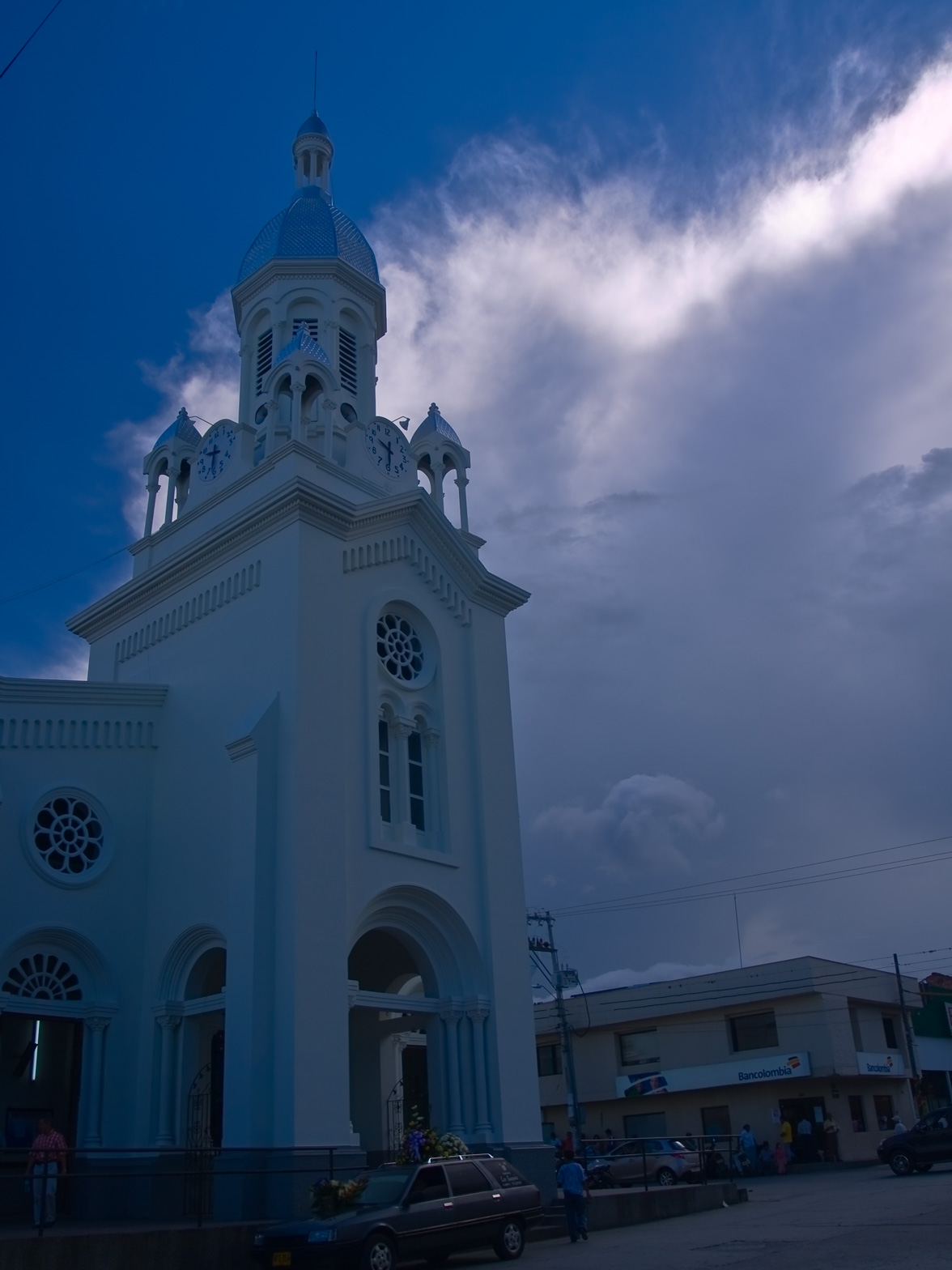
Parroquia San José.

Conocido como "La capital vitivinícola de Colombia" por la boyante industria vitícola que se desarrolló en el municipio con una gran cantidad de viñedos y ser la sede de la Vinícola Casa Grajales, así como del Parque Nacional de la Uva y el Museo de la Uva y el Vino.
Gracias al desarrollo de la industria del Vino, La Unión se ha convertido en un eje del norte del valle donde el comercio de uva sin procesar y vino es su mayor actividad económica. Además en la actualidad 2011, se cultivan gran variedad de frutas como son tomate, melón, maracuyá, papaya, guayaba, limón, entre otras frutas, Cuenta con gran actividad de almacenes de ropa, tienda de víveres, materiales de construcción, electrodomésticos y tecnología, en la parte de diversión hay un gran ambiente se practica deportes extremos como son Parapente, motociclismo, cuenta con varias discotecas.

## División Político-Administrativa
Además de su Cabecera municipal. La Unión tiene bajo su jurisdicción los siguientes Centros poblados:
- Campo Alegre
- El Guasimo
- El Lucero
- La Campesina
- Pájaro de Oro
- Quebrada Grande
- Sabanazo
- San Luis

## Historia
La Unión fue fundada por Juan Jacinto Palomino y por vecinos de Toro en 1604. En 1890 se convirtió en municipio.
Los indios Gorrones, que prevalecían en la banda occidental del Río Cauca, desde Cali hasta Anserma, fueron los primeros moradores de La Unión, Valle. Su nombre lo recibieron por el nombre del pescado que era alimento de importancia en su gastronomía. La Unión fue escenario de la protesta social más importante durante la colonia contra la autoridad española en el occidente del virreinato de la Nueva Granada, episodio conocido como el Levantamiento del Hato de Lemos en 1781. La demarcación de la plaza principal, citando la tesis de grado de Ranulfo Poso, tuvo lugar el 20 de abril de 1796, bajo la dirección del ciudadano Facundo Gordillo, designado por el alcalde mayor de Cartago, Dr. Miguel Sanz, a quien el Virrey Don José de Espeleta, había comisionado para tal fin. actualmente en 2024 el parque argemiro de la union esta en construcción

## Sitios turísticos

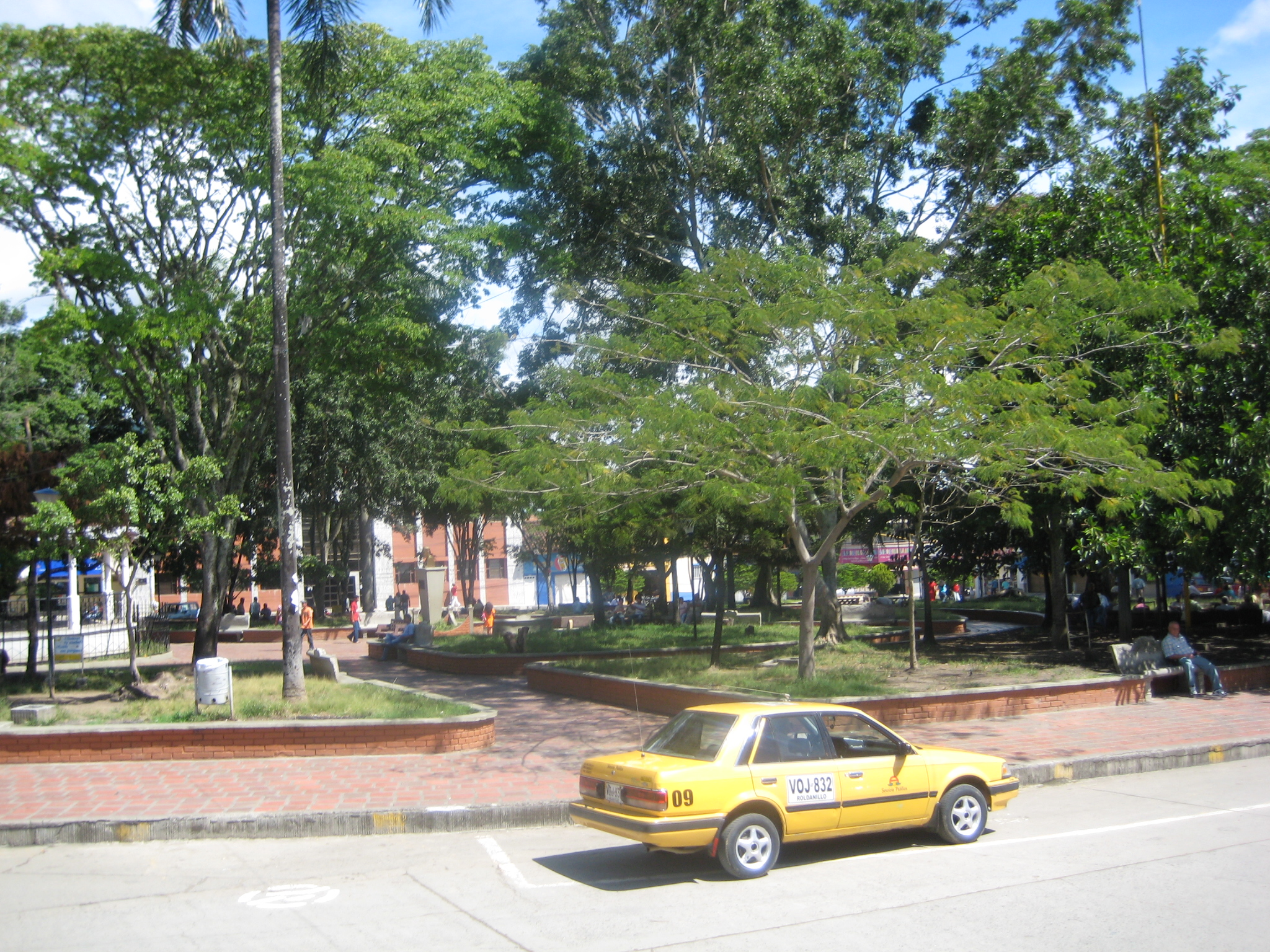
El centro de La Unión.

- La Capilla de la Ermita
- Bodega Casa Grajales
- La Empresa Grajales
- Capilla de San Luis
- Parroquia San Pedro Apóstol
- Parroquia San José
- Parque nacional de la Uva

## Servicios públicos
- Energía Eléctrica: Celsia, es la empresa prestadora del servicio de energía eléctrica.[5]
- Gas Natural: Gases de Occidente es la empresa distribuidora y comercializadora de gas natural en el municipio.